# Klimonty (powiat siedlecki)
Klimonty – wieś w Polsce położona w województwie mazowieckim, w powiecie siedleckim, w gminie Mordy. Ma status sołectwa.
Wieś duchowna Klimunty położona była w 1795 roku w ziemi drohickiej województwa podlaskiego. W latach 1975–1998 miejscowość należała administracyjnie do województwa siedleckiego.
Wierni Kościoła rzymskokatolickiego należą do parafii św. Michała Archanioła w Mordach.